# Armierter Reichsstand
Als armierte Reichsstände oder armierte Fürsten wurden im Heiligen Römischen Reich des 17. und 18. Jahrhunderts diejenigen Reichsglieder bezeichnet, die über ein stehendes Heer verfügten.

## Geschichte
An die Stelle von Söldnertruppen, wie sie noch im Dreißigjährigen Krieg eingesetzt wurden, traten zunehmend ständige Truppen. Ansätze hatte es bereits während und nach dem Dreißigjährigen Krieg gegeben. In Kurbrandenburg gab es sie seit 1644, auch wenn die meisten Truppen nach 1648 demobilisiert wurden. Der Kaiser hielt auch nach dem Krieg eine Truppe von 10.000 Fußsoldaten und 4.000 Reitern unter Waffen und stationierte sie vor allem an der Grenze zum Osmanischen Machtbereich. Auch blieb mit dem Hofkriegsrat eine entsprechende Verwaltungsorganisation bestehen. Anders war es bei den meisten Reichsständen, die nach dem Krieg weitgehend abrüsteten und nur kleine Kontingente etwa für den Festungsdienst oder als Leibgarde behielten. 
Das stehende Heer war ein Kennzeichen des absolutistischen Staates. Im Jüngsten Reichsabschied von 1654 war den Landesherren die Aufstellung eines stehenden Heeres ermöglicht worden, ohne dass dies die Landstände hätten verhindern können. Zur Umsetzung dieser Möglichkeit mussten die Fürsten aber die Macht der Stände brechen oder einschränken, wie es besonders deutlich in Brandenburg geschah. Diese Bestimmung war auch deshalb bemerkenswert, weil die wenigsten Reichsstände zu dieser Zeit überhaupt Truppen dauerhaft unterhielten.
In der Defensionalordnung von 1681 war festgelegt worden, dass die kleineren Territorien ihre Verpflichtung, zur Reichsverteidigung eigene Truppen zur Verfügung zu stellen, durch entsprechende Zahlungen an größere Reichsstände abtreten konnten. Zur Unterscheidung sprach man fortan von armierten und nichtarmierten Reichsständen. Das Nebeneinander von armierten und nichtarmierten Ständen machte die extremen Machtunterschiede im Reich besonders augenfällig.
Im Heiligen Römischen Reich sorgte insbesondere die Bedrohung durch Ludwig XIV. für die Entstehung stehender Truppen. Insbesondere seit den 1680er Jahren wurden vermehrt dauerhafte Einheiten gebildet. Einige armierten Reichsstände schlossen sich 1688 im Magdeburger Konzert zusammen und stellten eine gemeinsame Armee gegen Ludwig XIV. auf. Anders als früher blieben auch die für offensive Zwecke dienenden Teile nach einem Friedensschluss erhalten. Der Prozess zur Herausbildung Stehender Heere war mit dem Ende des Spanischen Erbfolgekrieges weitgehend abgeschlossen.
Einer der ersten deutschen Landesherren, der über ein stehendes Heer verfügte, war der Große Kurfürst. Nach Anfängen in den 1640er Jahren wurde um 1660 der Aufbau einer ständigen Armee verstärkt. Diese Truppe umfasste 1660 8.000 Mann und wurde bis zum Tod des Kurfürsten auf 31.000 Mann verstärkt. Seit den 1680er Jahren hatte auch Österreich eine bedeutende Armee. Weitere armierte Stände in der Folgezeit waren: Kursachsen, Braunschweig, Bayern, Hessen-Kassel, Sachsen-Gotha, Hessen-Darmstadt, später auch größere geistliche Territorien wie Kurmainz, Kurköln, Kurtrier oder das Hochstift Würzburg und das Erzstift Salzburg. In Württemberg wehrten sich die Landstände lange erfolgreich gegen ein stehendes Heer. Erst anlässlich des Spanischen Erbfolgekrieges wurde ein solches gebildet.
Die eigenen Finanzmittel und die Zahlungen der nichtarmierten Stände reichten zum Unterhalt einer ständigen Armee meist nicht aus. Vielfach waren die armierten Reichsstände auf Subsidien auswärtiger Mächte angewiesen. Viele Bündnisse dienten nicht zuletzt der Finanzierung der Armee. Auch die Vermietung der Truppen an andere Stände oder fremde Mächte diente nicht selten dazu, das Heer zu unterhalten.